# Грибановка (Омская область)
Гриба́новка — деревня в Марьяновском районе Омской области России, в составе Грибановского сельского поселения.
Население — 52 чел. (2010)

## Физико-географическая характеристика
Грибановка находится в лесостепи в пределах Ишимской равнины, являющейся частью Западно-Сибирской равнины. В окрестностях населённого пункта распространены чернозёмы языковатые обыкновенные. Гидрографическая сеть не развита: реки и озёра вблизи деревни отсутствуют.
По автомобильным дорогам расстояние до областного центра города Омск составляет 77 км, до районного центра посёлка Марьяновка — 23 км, до административного центра сельского поселения посёлка Марьяновский — 13 км.

## История
Основана как лютеранский хутор в 1912 году. Основатели из поволжских колоний Иост и Моор. До 1917 года поселение входило в состав Омского уезда Акмолинской области.

## Население
| 1920 | 1926 | 1970 | 1979 | 1989 | 2010 |
| ---- | ---- | ---- | ---- | ---- | ---- |
| 132  | ↗274 | ↘258 | ↘188 | ↘139 | ↘52  |